# El pájaro de las plumas de cristal
El pájaro de las plumas de cristal es una película rodada en 1970 por Dario Argento, siendo su ópera prima e iniciando su primera trilogía, la de los Animales compuesta por esta, El gato de las 9 colas y 4 mosche di velluto grigio. Producida por su padre: Salvatore Argento y protagonizada por Tony Musante, Suzy Kendall, Enrico Maria Salerno y un gag de Dario Argento que pone sus manos al asesino.
Fue la primera película giallo (con permiso de Mario Bava) de la historia, un género que se basa en las novelas que se publicaban en los años 20 en Italia que trataban de asesinatos y misterios.

## Argumento
Sam Dalmas es un escritor estadounidense que está de vacaciones en Roma con su novia, la modelo inglesa, Julia. Sam, que sufre de bloqueo de escritor, está a punto de regresar a Estados Unidos, pero es testigo de UN ataque a una mujer en una galería de arte por un misterioso asaltante con guantes negros y un impermeable.
Al intentar alcanzarla, Sam queda atrapado entre dos puertas de vidrio operadas mecánicamente y solo puede ver cómo el villano escapa. La mujer, Mónica Ranieri, esposa del dueño de la galería, Alberto Ranieri, sobrevive al ataque y la policía local confisca el pasaporte de Sam para impedirle salir del país. Se cree que el agresor es un asesino en serie que está matando a mujeres jóvenes por toda la ciudad, y Sam se convierte en un testigo importante.
Sam está obsesionado por lo que vio esa noche, sintiéndose seguro de que alguna pista vital lo está evadiendo, y decide ayudar al inspector Morosini en su investigación. Entrevista al proxeneta de una prostituta asesinada y visita una tienda donde trabajaba una de las víctimas. Allí, descubre que lo último que vendió el día de su muerte fue una pintura de un paisaje desolado que mostraba a un hombre con un impermeable aparentemente asesinando a una mujer joven. Sam visita al artista, pero termina en un callejón sin salida. Mientras regresa a su apartamento, Julia es atacada por la misma figura con guantes negros, pero Sam llega a casa justo a tiempo para salvarla y el agresor escapa.
Sam comienza a recibir llamadas telefónicas amenazantes del asesino, de las cuales la policía logra aislar un extraño ruido particular de fondo, que luego se revela como la llamada de una rara especie de ave del Cáucaso meridional, conocida como "el pájaro de las plumas de cristal" por el destello diáfano de sus plumas. Esto resulta importante ya que el único de su tipo en Roma se mantiene en el zoológico de la capital italiana, lo que permite a Sam y a la policía identificar la morada del asesino. Allí vuelven a encontrar a Monica Ranieri, esta vez luchando con su marido, Alberto, que empuña un cuchillo. Después de una breve lucha, Alberto cae por la ventana y, antes de morir, confiesa los asesinatos y les dice que ama a su esposa.
Sam se da cuenta de que Julia y Monica se han marchado y las persigue, llegando hasta un edificio a oscuras. Allí encuentra a su amigo Carlo asesinado y a Julia atada, amordazada y herida. El asaltante emerge y se revela como Monica Ranieri. Sam de repente se da cuenta de que en realidad no se perdió nada durante el primer ataque; simplemente malinterpretó lo que vio: el ataque que presenció en la galería no fue Mónica agredida, sino Mónica agrediendo a su marido, que llevaba el impermeable. Ella huye y él persigue a Monica hasta su galería de arte. Allí, está atrapado, clavado al suelo por el lanzamiento de una escultura de alambre y metal del tamaño de una pared. Incapaz de liberarse, Monica, que empuña un cuchillo, se burla de él mientras se prepara para matarlo. Mientras levanta su cuchillo, la policía (que fue notificada por Julia, que había escapado) irrumpe y la logra detener. Sam es liberado y Monica es llevada a un hospital psiquiátrico. Víctima de un atentado traumático diez años antes, ver el cuadro del atentado la volvió loca, haciéndola identificarse no con la víctima, sino con el agresor. Alberto también sufría de una psicosis inducida, que la ayudó a encubrir los asesinatos y cometió algunos él mismo. Sam y Julia se vuelven a unir y regresan a Estados Unidos.

## Reparto
- Tony Musante como Sam Dalmas
- Suzy Kendall como Julia
- Enrico Maria Salerno como Inspector Morosini
- Eva Renzi como Monica Ranieri
- Umberto Raho como Alberto Ranieri
- Renato Romano como Profesor Carlo Dover
- Giuseppe Castellano como Monti
- Mario Adorf como Berto Consalvi
- Pino Patti como Faiena
- Gildo Di Marco como Garullo